# Godfred
Godfred, Gudfred eller Gøtrik – også benævnt Gøtrik den gavmilde,, Godfred den gavmilde og Godfred den Store (latin: Godofridus) (død 810) var dansk konge først i det 9. århundrede. Navnet er er en fordanskning af det latinske navn "Godofridus", som nævnes i franske annaler. Det latinske "Godofridus" er en oversættelse af det nordiske navn "Gudrød".[kilde mangler]
Godfred er kendt fra samtidige frankiske annaler, hvori han først står omtalt i 804. Hans slægtskab med tidligere konger nævnes ikke. Godfred kendes også fra Saxo Grammaticus' værk Gesta Danorum, hvori han omtales som "Gøtrik".

## Frankiske annaler
Godfred dukker først op i kilderne i år 804, da han ankom grænsen mellem kongeriget og sakserne i Sønderjylland med sin flåde og hele sit kavaleri. Her udvekslede han gesandter med Karl den Store. Rimeligvis har han været en ny konge, som krævede en ny fredsaftale, da freden mellem stater på den tid var personlige aftaler herskerne imellem. Godfred angreb obotriterne i 808 og indtog bl.a. handelscenteret Reric, hvorefter han deporterede handelsfolkene til Sliestorp (der menes at have ligge ca. fem km øst for Slesvig) eller til Hedeby. Han har ifølge de frankiske annaler bygget Dannevirke, hvilket dog ikke passer med dendrokronologiske dateringer. Men han kan have fornyet brystværnet og portene på den eksisterende vold, uden at vi i dag kan spore det. Det ville være logisk at gøre, fordi frankerne var så stor en trussel. Nogle mener, at han kan have bygget den forstærkende vold Kovirke. Det fremgår af franske annaler, at Godfred var konge over Jylland, Vestfold og Skåne, så han har muligvis også regeret over Sjælland og Fyn. Godfred støttede sakserne mod Karl den Store, men det kom aldrig til en direkte konfrontation mellem de to herskere.
Angrebene på obotritterne medførte en krise med frankerne, da kejseren sendte en hær mod nord. En forhandling i 809 mellem Godfred og Karl den Stores udsendinge førte ikke til enighed, og Godfred angreb friserne i 810 med en flåde på 200 langskibe. Godfred blev tilskænket Frisien af frankerne for at standse sit erobringstogt. Senere kom dog efterretningerne om, at han var myrdet af en af sine soldater. Han blev efterfulgt på tronen af sin brorsøn Hemming, og det følgende år, i 811, blev der indgået fred mellem Hemming og Karl den Store. Drabet på Godfred kan have været aftalt mellem Hemming og frankerne.

## Nordiske Sagn

### Saxo Grammaticus
Saxo Grammaticus kalder ham for "Gotricus" (oversat til Gøtrik) og fortæller, at han er søn af af en konge, der hedder Gorm. Han fortæller desuden, at han har sønnen Olaf, som bliver konge lige efter ham, men ellers passer hans historie med de frankiske annaler.
- {|
|
|Oversat af Fr. Winkel Horn
|-
|Defuncto Gormone, Gotricus ex eo genitus regnat. Hic non armis modo, sed etiam liberalitate conspicuus, incertum, fortior an clementior fuerit, adeoque severitatem mansuetudine castigabat, ut alteram altera rependere videretur. Eodem tempore rex Norvagiae Goto, a Berone et Refone Tylensibus petitus, Refonem cultius ac familiarius habitum magni ponderis armilla donavit. Quo Ulvo quidam aulicorum conspecto, magnitudinem doni impensiori laude complexus, neminem Gotoni parem humanitate firmabat. At Refo, quamquam gratiam beneficio deberet, tamen immodici laudatoris tumidam vocem approbare non passus, Gotricum ei praetulit. Ut enim vanam assentatoris affirmationem obtereret, absenti liberalitatis testimonium reddere quam praesentem beneficii datorem falso palpare maluit. Partium quoque ingratitudinis argui quam inanis iactantiae laudem assentiendo prosequi regemque veritatis serio monere quam adulationis mendacio fallere aliquanto pretiosius duxit. At Ulvo dictas in regem laudes non solum pertinaciter affirmare, sed etiam experimento prosequi perseverans, pignus cum negante proponit.
|Da Gorm var død, blev hans slægtning Gøtrik Konge. Han udmærkede sig ikke blot ved Tapperhed, men ogsaa ved ædelt Sind, og det er ikke let at sige, om hans Tapperhed var større end hans Mildhed, thi han tøjlede i den Grad sin Barskhed med Venlighed, at de to Ting syntes at holde hinanden i Ligevægt hos ham. Paa den Tid kom der til Kong Gøt af Norge to Islændere, Bjørn og Ræv, og Kongen forærede Ræv, som han gjorde mest Ære af og viste størst Fortrolighed, en svær Armring. En af Hirdmændene gav sig, da han saa' det, til med store Ord at rose Gavens Anselighed og sagde, at Gøt ikke havde sin Lige i Godhed. Men skjønt Ræv skyldte Kongen Tak for den Velgjerning, han havde modtaget af ham, kunde han dog ikke godkjende de store Ord, hvormed Hirdmanden saa overdrevent priste ham, og sagde, at Gøtrik var mere gavmild end Gøt. For at knuse Smigrerens tomme Paastand vilde han hellere aflægge Vidnesbyrd om den fraværendes Gavmildhed end løgnagtig sleske for den Velgjører, han stod Ansigt til Ansigt med; og for det andet holdt han for, at det var langt bedre at blive beskyldt for Utaknemmelighed end at støtte en tom og pralende Ros ved at istemme den, og at man hellere burde gjøre Indtryk paa Kongen ved alvorlig Sandhed end ved løgnagtig Smiger. Ulv - saaledes hed Hirdmanden - blev imidlertid ikke blot ved med stædig at fastholde sine Lovtaler over Kongen, men vilde endogsaa lade det komme an paa en Prøve og foreslog Ræv, at de skulde vædde.
|-
|Cuius consensu Refo in Daniam pergens, Gotricum, sella posita, stipendia inter milites partientem invenit. A quo, quisnam esset, rogatus, vulpeculae sibi nomen esse respondit. Cumque risu quosdam, alios admiratione complesset: 'Vulpem', inquit Gotricus, 'ore praedam excipere convenit.' Ac mox detractum lacerto torquem accersiti labris inseruit. Quem Refo confestim brachio applicans, id cunctis auro praeditum ostentabat, reliquum vero perinde atque ornamenti inops occultius habuit; eoque acumine ab invictae munificentiae dextera consentaneum prior munus accepit. Quod ei non tam pretii magnitudo iucundum quam litis initae victoria faciebat. A quo cum rex de pignoris positione cognosceret, fortuito magis quam de industria munificus erga ipsum exstitisse gaudebat, plus se voluptatis ex datione quam accipientem ex munere sentire testatus. Igitur reversus Norvagiam Refo concertatorem pignus exsolvere recusantem occidit, filiamque Gotonis captivam Gotrico potiendam adducit.
|Ræv drog saa med hans Samtykke til Danmark, hvor han traf Gøtrik siddende paa sin Trone i Færd med at betale sine Krigere deres Sold. Da Kongen spurgte, hvem han var, svarede han, at man kaldte ham den lille Ræv. Det lo somme af, og somme undrede sig derover, men Gøtrik sagde: "Det hører sig til, at en Ræv tager sit Bytte med Munden", og med de Ord tog han en Ring af sin Arm, kaldte Manden hen til sig og stak ham den i Munden. Ræv satte den straks paa sin Arm og holdt denne, prydet med Guld, som den nu var, op til Beskuelse for alle, men den anden Arm holdt han skjult, som fordi den intet Smykke havde, og til Løn for hans Snildhed skjænkede Kongen ham med sin enestaaende Rundhaandethed en Ring til, der ikke stod tilbage for den første. Det blev han saare glad over, ikke saa meget paa Grund af Gavens Anselighed, som fordi han vandt det Væddemaal, han havde indgaaet. Da Kongen hørte om Væddemaalet, glædede han sig over, at han havde vist sig gavmild imod ham mere ved et Tilfælde end med Forsæt, og sagde, at han havde mere Fornøjelse af at give ham Gaven, end han havde af at modtage den. Saa drog Ræv tilbage til Norge, og da Hirdmanden ikke vilde betale det tabte Væddemaal, slog han ham ihjel og fangede Gøts Datter, som han gav til Gøtrik.
|-
|Cumque Gotricus, qui et Godefridus est appellatus, transfusis in exteros proeliis, famam ac vires felicibus propagasset auspiciis, inter cetera factorum monumenta hanc quoque Saxonibus tributi legem indixit, ut eorum duces, quoties apud Danos regni mutatio obvenisset, centum equos niveos suffecti regis initiis dedicarent. Quod si novum Saxonibus ducem variata rerum successio peperisset, is quoque praedictae pensionis obsequio potestatis principium Danicae maiestatis titulis inclinaret, quo et gentis nostrae fateretur imperium et subiectionis suae sollemne praeberet indicium.
|Efter at Gøtrik, som ogsaa kaldes Godfred, havde kæmpet i fremmede Lande og øget sin Hæder og Styrke ved det Held, der fulgte hans Vaaben, foretog han sig blandt andre mindeværdige Ting ogsaa at paalægge Sachserne den Lov med Hensyn til Skatten, de havde at udrede, at hver Gang der foregik Kongeskifte i Danmark, skulde deres Høvdinger afgive hundrede hvide Heste til den ny Konge ved hans Tronbestigelse, og naar der foregik Høvdingskifte hos Sachserne, skulde den ny Høvding ligeledes, strax naar han overtog Magten, udrede denne Skat og ved saaledes at vise sin Lydighed bøje sig for Danmarks Vælde, idet han anerkjendte vort Lands Overherredømme og højtidelig tilkjendegav sin Underkastelse.
|-
|Nec Germaniae quidem oppressione contentus, per Refonem legationi addictum Sueoniam tentat. Quem Sueones aperta vi necare veriti, latrocinium ausi, incusso lapide dormientem consumpserunt; quippe molarem superne pensum, rescissis vinculis, subiecti cervicibus illabi fecere. In cuius noxae expiationem actum est, ut singuli facinoris auctores bissena auri talenta, e plebe vero quilibet unam eiusdem generis unciam Gøtrico persolveret. Vulpeculae pensionem vocabant.
|Og Gøtrik nøjedes ikke engang med at undertvinge Tyskland, men skikkede Ræv som offentlig Sendemand til Sverige for at søge at vinde det. Svenskerne turde ikke tage Livet af ham med aabenlys Vold, men vovede sig til at gjøre det lumskelig, idet de dræbte ham med en Sten, medens han sov; de hængte nemlig en Møllesten op over ham og skar saa Tovene, den hang i, over og lod den falde ned paa hans Hals. Som Bod for denne Brøde blev det bestemt, at hver af dem, der havde haft Del i den, skulde betale tolv Mark Guld til Gøtrik og alle andre hver en Unze. Den Afgift kaldte de Ræveskat.
|-
|Accidit interea, ut rex Francorum Karolus contusam bello Germaniam non solum Christianismi sacra suscipere, sed etiam dicioni suae parere compelleret. Quo comperto, Gøtricus finitimas Albiae gentes adortus, Saxoniam, susceptum Karoli iugum cupidius amplexantem ac Romana arma Danicis praeferentem, ad pristinum regni sui titulum revocare tentabat. Quo tempore Karolus victricia trans Rhenum castra receperat ideoque ab advenae hostis congressu, perinde ac fluvii interstitio vetitus, temperabat. Quem cum ob res Gøtrici comprimendas iterato transmeare proponeret, a Leone Romanorum pontifice in urbis tuendae praesidium accersitus, mandato paruit, filio vero Pipino gerendi adversum Gøtricum belli partes commisit, ut, dum ipse in longinquum hostem ageret, hic contra vicinum susceptum pugnae negotium procuraret. Oportebat enim, ut gemina curarum anxietate distractus, sparsa manu, aptum utrique remedium provideret.
|Imidlertid skete det, at Frankernes Konge Karl overvandt Sachserne i Krig og ikke blot nødte dem til at antage Kristendommen, men ogsaa til at underkaste sig hans Herredømme. Da Gøtrik spurgte det, angreb han de ved Elben boende Folkefærd og søgte igjen at lægge Sachsen ind under sit Rige som i gamle Dage, thi Sachserne holdt ivrig fast paa det Aag, Karl havde lagt paa dem, og foretrak det romerske Herredømme for det danske. Karl havde just den Gang trukket sin sejrrige Hær tilbage hinsides Rhinen og afholdt sig derfor fra at angribe den fremrykkende Fjende, som om Floden, der laa imellem dem, hindrede ham deri, og da han besluttede sig til at gaa over den igjen for at gjøre det af med Gøtrik, fik han Bud fra Pave Leo i Rom om at komme did og beskytte Byen. Han efterkom denne Opfordring og overdrog sin Søn Pipin at føre Krigen imod Gøtrik, saa at Pipin, medens Karl selv kæmpede med en Fjende langt borte, skulde tage Vare paa den Krig, han var kommen i med sin Nabo; thi optagen, som han var, af Bekymringer til to Sider, maatte han dele sin Stridsmagt for at faa tilstrækkelige Midler til at møde Kravene fra begge Sider.
|-
|Interea Gøtricus, speciosam ex Saxonibus victoriam referens, contractis denuo viribus ac frequentiori copiarum robore comparato, non in Saxones modo, verum in omnem Germaniae populum amissae dominationis iniuriam ulcisci constituit. Ac primo quidem classe Fresiam domat. Quae provincia admodum situ humilis, quoties, saeviente Oceano, obiecta fluctibus aestuaria perrumpuntur, totam inundationis molem patentibus campis excipere consuevit. Huic Gøtricus non tam artam quam inusitatam pensionem imposuit. De cuius condicione et modo summatim referam.
|Imidlertid vandt Gøtrik en herlig Sejr over Sachserne, og efter at have samlet ny Stridskræfter og faaet tilvejebragt en talrigere Hærstyrke besluttede han at hævne sig ikke blot paa Sachserne, men paa alle Tyskerne for den Uret, de havde begaaet imod ham ved at afkaste hans Herredømme. Først underlagde han sig med sin Flaade Frisland. Dette Land er meget lavt, og naar det rasende Hav bryder gjennem Digerne, der er opkastede som Værn imod Bølgerne, plejer hele Vandmassen at skylle ind over de aabne Marker. Gøtrik paalagde Friserne en Skat, der mere var usædvanlig end haard; jeg vil kortelig gjøre Rede for, hvorledes den udrededes.
|-
|Primum itaque ducentorum quadraginta pedum longitudinem habentis aedificii structura disponitur, bissenis distincta spatiis, quorum quodlibet vicenorum pedum intercapedine tenderetur, praedictae quantitatis summam totalis spatii dispendio reddente. In huius itaque aedis capite regio considente quaestore, sub extremam eius partem rotundus e regione clipeus exhibetur. Fresonibus igitur tributum daturis mos erat singulos nummos in huius scuti cavum conicere, e quibus eos dumtaxat in censum regium ratio computantis eligeret, qui eminus exactoris aures clarioris soni crepitaculo perstrinxissent. Quo evenit, ut id solum aes quaestor in fiscum supputando colligeret, cuius casum remotiore auris indicio persensisset; cuius vero obscurior sonus citra computantis defecisset auditum, recipiebatur quidem in fiscum, sed nullum summae praestabat augmentum. Compluribus igitur nummorum iactibus quaestorias aures nulla sensibili sonoritate pulsantibus, accidit, ut statam pro se stipem erogaturi multam interdum aeris partem inani pensione consumerent. Cuius tributi onere per Karolum postea liberati produntur.
|Der blev bygget et Hus, som var to Hundrede og fyrretyve Fod langt og delt i tolv Rum, hvert paa tyve Fod, saa at de tilsammen strakte sig i den angivne Længde. I den øverste Ende af dette Hus sad Kongens Skatmester, og i den nederste Ende laa der ret ud for ham et rundt Skjold. Naar Friserne nu kom for at betale Skat, maatte de kaste Pengestykkerne hver for sig i Skjoldets Hulhed, og kun dem, som Skatmesteren langt borte, som han sad, tydelig hørte klinge, tog han for gode og regnede med i den kongelige Skat, saa at han kun regnede det for Skat, der blev betalt med Pengestykker, som han paa Frastand hørte falde i Skjoldet; de, hvis Klang var svag, saa at den ikke naaede hans øren, blev ganske vist ogsaa lagt i Skatkammeret, men de blev ikke regnet med i Skatten. Da adskillige Pengestykker ikke gav saa tydelig Klang, at Skatmesteren kunde høre den, blev Følgen, at adskillige, som kom for at betale den Skjærv, de havde at erlægge, maatte af med mange flere Penge, end det egentlig tilkom dem at betale. Denne Skattebyrde skal Karl senere have fritaget dem for.
|-
|Cumque Gøtricus, transcursa Fresia ac reverso iam Roma Karolo, in ulteriores se Germaniae provincias effundere statuisset, proprii satellitis insidiis circumventus, ferro domesticae fraudis interiit. Quo audito, Karolus effuso gaudio exsultavit, nihil eo casu umquam fortunae suae iucundius obvenisse confessus.
|Efter at være draget igjennem Frisland besluttede Gøtrik, da Karl allerede var vendt tilbage fra Rom, at trænge ind i de fjærnere Dele af Tyskland, men saa blev han svigefuldt angreben af en af sine egne Mænd og faldt for Forræderens Sværd. Da Karl spurgte det, sprang han op med overstrømmende Glæde og tilstod, at noget glædeligere end denne Begivenhed aldrig var faldet i hans Lod.
|}